# هالینا ماخولسکا
هالینا ماخولسکا (لهستانی: Halina Machulska؛ زادهٔ ۲ مارس ۱۹۲۹) بازیگر و کارگردان نمایش اهل لهستان است.
او همسر کارگردان لهستانی یان ماخولسکی است و پسرش یولیوش ماخولسکی نیز یک فیلم‌نامه‌نویس و کارگردان است.
از فیلم‌ها یا مجموعه‌های تلویزیونی که وی در آن‌ها نقش داشته است، می‌توان به کینگ‌سایز و سال‌های شیرین اشاره نمود.